# Proces tot eerherstel van Jeanne d'Arc
Proces tot eerherstel van Jeanne d’Arc is een hoorspel van Rolf Schneider. Konstruktion einer Heiligen oder Der Prozeß zur Rechtfertigung Jeanne d'Arcs in Rouen nach dem Jahr 1450 werd op 18 september 1971 door de Rundfunk der DDR uitgezonden. De TROS bracht het op woensdag 7 januari 1976, van 23:00 uur tot 23:51 uur. De straatliedjes werden gezongen door Lily van der Heide Wijma, begeleid door Rob van der Bas (draailier). De bewerking was van Rob Geraerds, die ook de regie voerde.

## Rolbezetting
- Hans Tiemeyer (de voorzitter Brehal)
- Paul van der Lek (Pierre Maurice)
- Willy Ruys (koning Charles VII)
- Eva Janssen (Isabelle d'Arc)
- Hans Veerman (kapelaan)
- Steye van Brandenberg (Jean de Gouys)
- Johan te Slaa (Jean Moreau)
- Bob Verstraete (hertog van Alençon)
- Kommer Kleijn (Guillaume Manchon)
- Tom van Beek (Jean Massieu)
- Huib Orizand (Jean Beaupère)

## Inhoud
Onuitputtelijk in haar psychologische, religieuze en politieke aspecten is de steeds weer bewerkte en omgevormde geschiedenis van Jeanne d'Arc, en Rolf Schneider voegde er hiermee een nieuwe variant aan toe. Hij demonstreert aan de hand van de processen, waarin de maagd eerst veroordeeld en later gerehabiliteerd werd, de immoraliteit van de machthebbers en hun medeplichtigen. Koning Charles beveelt een onderzoek dat de waarheid over het proces tegen Jeanne d'Arc aan het daglicht moet brengen. Getuigen en deelnemers aan het vroegere proces worden nogmaals verhoord. Zoals in het eerste proces besloten werd de maagd te veroordelen, zo wordt in het tweede besloten haar te rehabiliteren. Er zijn net zoals voorheen ook nu bereidwillige rechters, die bewijzen wat bewezen moet worden. Het proces, dat de volledige integriteit van Jeanne d'Arc bewijst, wordt zo een kritiek op degenen die door opleiding en positie in staat zouden moeten zijn onrecht te vast te stellen en af te wijzen, maar in plaats daarvan opportunistisch laveren en iedere verantwoordelijkheid afwijzen voor het onrecht waaraan zij zelf meewerken, steeds met hun goedkope rechtvaardigingen in de hand…